# Camponotus ramulorum
Camponotus ramulorum är en myrart som beskrevs av Wheeler 1905. Camponotus ramulorum ingår i släktet hästmyror, och familjen myror.

## Underarter
Arten delas in i följande underarter:
- C. r. marcidus
- C. r. mestrei
- C. r. ramulorum
- C. r. vernulus